# Ден-Гам
Ден-Гам (нід. Den Ham) — село в нідерландській провінції Оверейсел. Входить до муніципалітету Твентеранд.
Його площа — 26,98 км², а населення станом на 2021 рік становило 5830 осіб.
До 2001 року мало статус окремого муніципалітету.

## Галерея

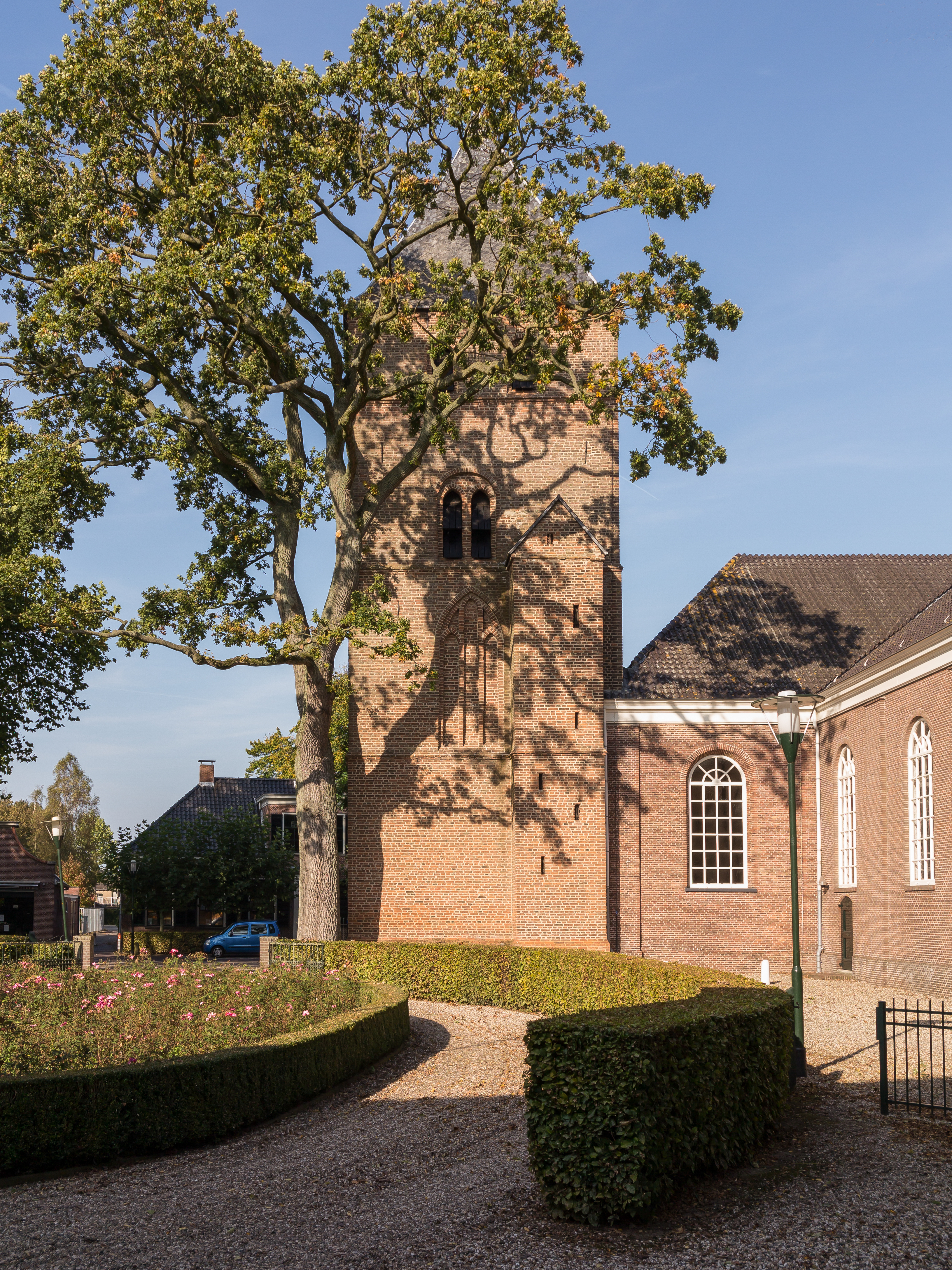
Реформістська церква
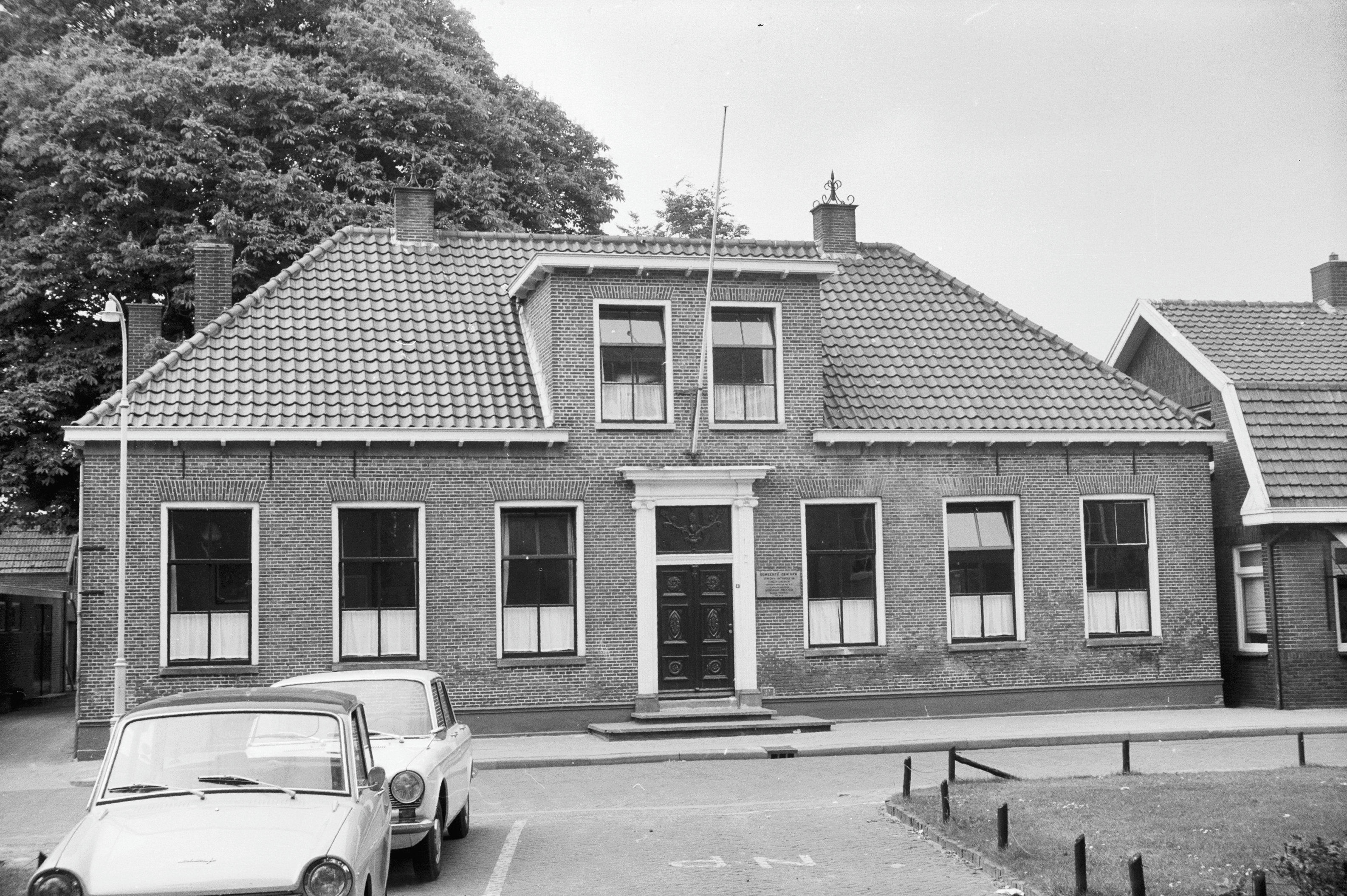
Колишня будівля мерії (1966)
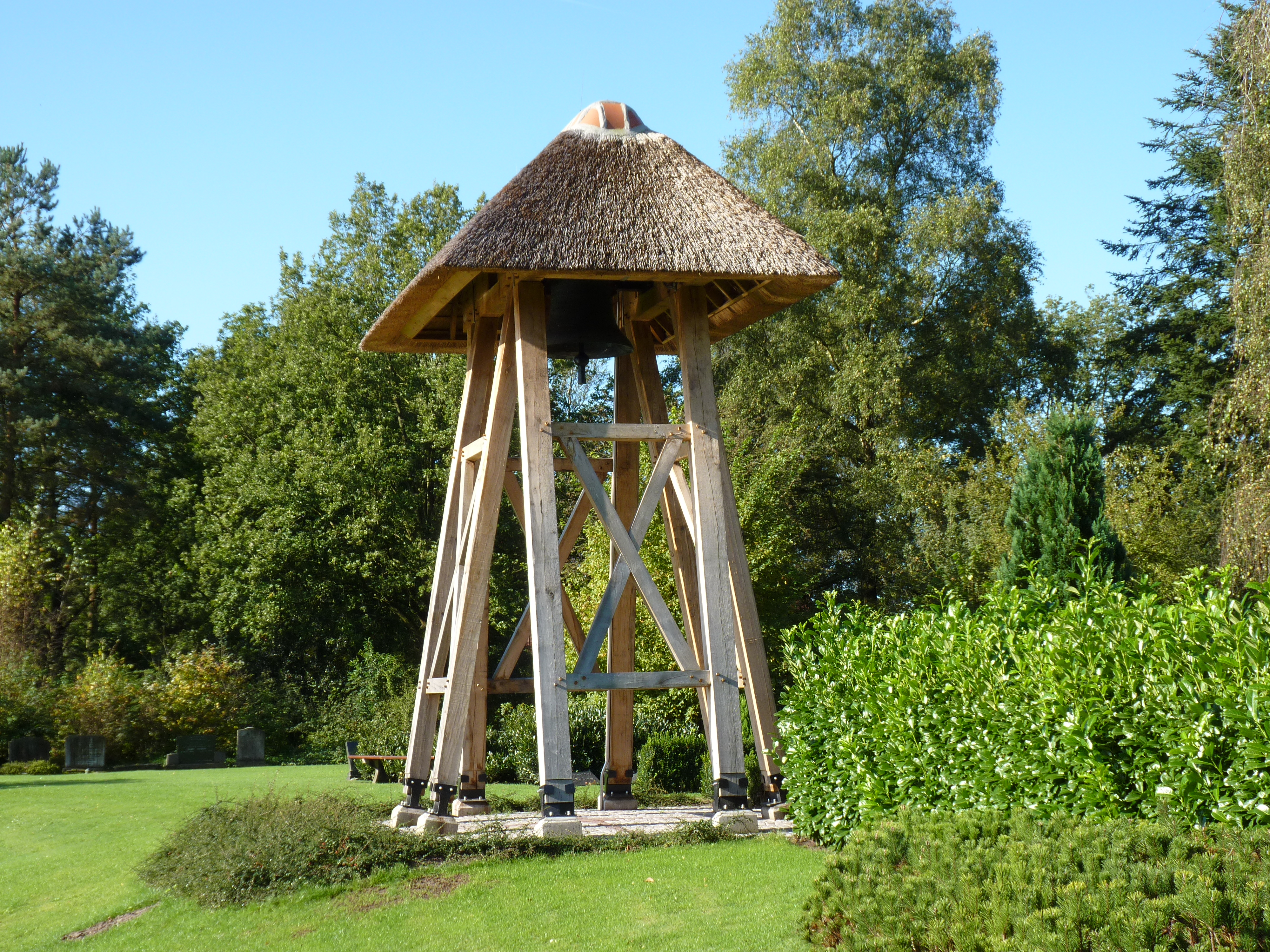
Дзвіниця
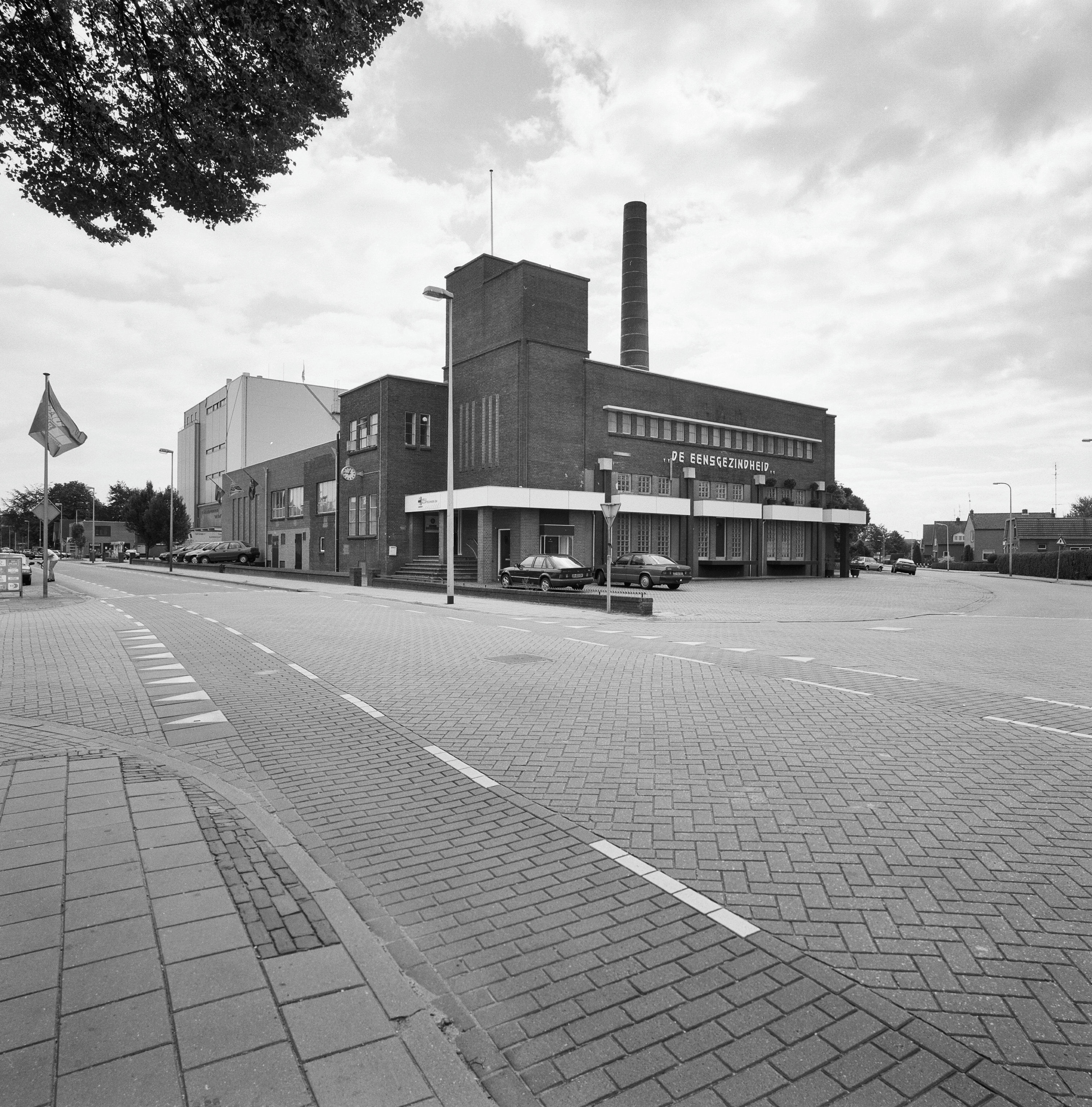
Молочний завод у селі